# Souveränitätsthese
Der Souveränitätsthese des französischen Staatsrechtlers Jean Bodin (1530–1596) zufolge ist es absolut notwendig, dass der Fürst souverän ist, weil er sonst seine Amtsgewalt nicht optimal ausüben könne. Mit dieser These rechtfertigt Bodin den Absolutismus als ideale Staatsform.
Bodin versteht den Fürsten als Ebenbild Gottes auf Erden, der Alleinherrscher sein muss, da auch sein Vorbild alleine herrscht. Daher sei es unumgänglich, dass er Gesetze ohne Zustimmung eines anderen erlassen könne (z. B. der Stände, deren Macht im 16. Jahrhundert größer war als in Bodins These). Wenn er die Zustimmung eines Ranghöheren einholen müsse, wäre er nicht der souveräne Monarch, sondern ein Untertan. Wenn er die Zustimmung eines Gleichrangigen benötige, wäre er nur ein Teilhaber an der Macht; und wenn seine Beschlüsse die Akzeptanz eines Rangniedrigeren erforderten (z. B. die der Stände), wäre er nicht souverän.
Diese Souveränität äußere sich am meisten in der Gewalt, Gesetze zu erlassen und zu brechen, dazu die Entscheidung über Krieg und Frieden, die letzte Instanz über den Entscheidungen der Behörden, die Ernennung und Entlassung der höchsten Beamten, die Besteuerung und Nichtbesteuerung der Untertanen, das Gnadenrecht, das Recht, Wert und Einheit des Geldes nach Belieben zu ändern. Der Fürst selber dürfe nicht dem Gesetz unterliegen, weil er sonst nicht souverän sei, sondern der Macht des Gesetzes unterstehe. Stattdessen solle er sich nach Moral und Tradition richten.
Die einzigen Gesetze, denen der Fürst unterworfen ist, sind nach Bodin das göttliche Gesetz und das „Naturgesetz“, welche der Fürst nicht brechen dürfe bzw. könne.
Bodin war ab 1567 in königlichem Dienst und entwickelte die Souveränitätsthese in seinem Hauptwerk Les six livres de la république (dt.: Sechs Bücher über den Staat) aus dem Jahr 1576. 